# Laguna de Los Ojos de Villaverde
Laguna de Los Ojos de Villaverde este o arie protejată (arie specială de conservare — SAC, sit de importanță comunitară — SCI) din Spania întinsă pe o suprafață de 343,71 ha, integral pe uscat.

## Localizare
Centrul sitului Laguna de Los Ojos de Villaverde este situat la coordonatele 38°48′27″N 2°22′11″W / 38.8074°N 2.3696°V.

## Înființare
Situl Laguna de Los Ojos de Villaverde a fost declarat sit de importanță comunitară în decembrie 1997 pentru a proteja 19 specii de animale. Situl a fost protejat și ca arie specială de conservare în mai 2015.

## Biodiversitate
Situată în ecoregiunea mediteraneană, aria protejată conține 6 habitate naturale: Păduri de Quercus ilex și Quercus rotundifolia, Lacuri eutrofice naturale cu vegetație de tip Magnopotamion sau Hydrocharition, Ape puternic oligomezotrofe cu vegetație bentonică cu Chara spp., Izvoare petrifiante cu formare de travertin (Cratoneurion), Pajiști umede mediteraneene cu ierburi înalte de Molinio-Holoschoenion, Mlaștini calcaroase cu Cladium mariscus și specii de Caricion davallianae.
La baza desemnării sitului se află mai multe specii protejate:
- păsări (12): privighetoare-de-baltă (Acrocephalus melanopogon), pescăruș albastru (Alcedo atthis), rață pitică (Anas crecca), rață mare (Anas platyrhynchos), stârc cenușiu (Ardea cinerea), rață-cu-cap-castaniu (Aythya ferina), erete de stuf (Circus aeruginosus), erete vânăt (Circus cyaneus), becațină comună (Gallinago gallinago), pescăruș râzător (Larus ridibundus), turturică (Streptopelia turtur), nagâț (Vanellus vanellus)
- amfibieni (1): Discoglossus galganoi
- mamifere (3): vidră de râu (Lutra lutra), viezure (Meles meles), Microtus cabrerae
- nevertebrate (1): Coenagrion mercuriale
- reptile (2): țestoasa de baltă (Emys orbicularis), Mauremys leprosa

Pe lângă speciile protejate, pe teritoriul sitului au mai fost identificate 6 specii de plante, 4 specii de amfibieni, 3 specii de mamifere, 1 specie de reptile.